# Seismologi
Seismologi (gr. seismos, (jord-) skælv) er læren om jordskælv. En seismolog er en specialist i denne videnskab.
Seismologiens teoretiske indsigt bruges til aktiviteter som seismik (seismologisk undersøgelse af havbunden, blandt andet for at finde olie eller naturgas, og desuden seismografi, som indebærer at fastslå bjergarters eller hele jordens lagvise geologiske opdeling ned over i dybet ved hjælp af radiobølger, som sendes ned i dybet og opfanges andre steder på kloden.
Forståelsen af Jordens indre udviklede sig for alvor, da man begyndte at måle forsinkelse i måden, som jordskælvstryk forplantede sig til ulige steder på kloden. Den tyske seismolog Beno Gutenberg brugte i 1913 denne metode for at anslå den indre, faste kernes diameter. Den kroatiske seismolog Andrija Mohorovicic studerede et kraftig jordskælv i 1909, og opdagede en grænse (kaldet "Moho") mellem jordskorpen og den dybere kappe. Snart indså forskere, at Jorden bestod af en fast kerne i midten, en flydende kappe af smeltet lava, og jordskorpen. Den danske seismolog Inge Lehmann opdagede i 1936, at kernen af jern og nikkel var fast inderst, og flydende yderst i laget under kappen. Det er også fastslået, at overgangen fra lithosfære til kappe liggende på 440 kms dybde, og overgangen til indre kappe på 670 kms dybde, markerer faseovergange i silikater, som vokser bølgebevægelsernes fart betydelig, hvilket skaber referencedybder for en detaljeret kortlægning af kappen ved hjælp af seismografiske apparater. Bølgehastigheden påvirkes også af temperaturafvigelser således, at man kan påvise lavastrømme seismologisk.